# Richard Williamson
Richard Nelson Williamson (London, 8. ožujka 1940. – Margate, 29. siječnja 2025.) bio je engleski tradicionalni katolik i biskup Bratstva svetog Pija X. Biskup Williamson se protivio odlukama donesenim na Drugom vatikanskom koncilu.
Godine 1988. Vatikan je Williamsonu objavio navodno izopćenje (latae sententiae), zbog njegovog ređenja od strane Nadbiskupa Marcela Lefebvrea. Njegovo navodno izopćenje je ukinuo papa Benedikt XVI. u siječnju 2010.

## Rani život
Williamson je rođen u Buckinghamshiru, Ujedinjeno Kraljevstvo. Srednji je sin vlasnika kompanije Marks and Spencers i majke Amerikanke. Williamson je pohađao Winchester College i zatim odlazi na Clare College na Cambridge gdje je diplomirao englesku književnost. Nakon diplomiranja, podučava na fakultetu u Gani u kratkome razdoblju. U rujnu 1965. vratio se u Englesku. Od 1965. do 1970. podučava u Školi sv. Pavla u Londonu, gdje se iskazuje kao poznati učitelj i govornik, a uključen je i u izvannastavne aktivnosti.
Williamson, porijeklom anglikanac, postaje katolik 1971. godine. Bio je na nekoliko mjeseci u Brompton Oratoryu, školi za jezike. Govori francuski, njemački i španjolski. Postao je član Bratstva svetog Pija X., čiji je osnivač nadbiskup Marcel Lefebvre, koji je osnovao ovo bratstvo 1970. čiji je prepoznatljivi znak služenje Tradicionalne Svete Mise. To je katolička Misa koja se služila sve do 1969. godine. Ušao je u Međunarodni seminar svetog Pija u Ecônu, Švicarska, a 1976. za svećenika ga je zaredio mons. Marcel Lefebvre.
Williamson se preselio u Sjedinjene Države gdje je služio kao rektor Sjemeništa Sveti Toma Akvinski u Ridgefieldu, Connecticut od 1983., a tu službu nastavlja kada se sjemenište seli u Winonu, Minnesota 1988.

## Ređenje i izopćenje
Mons. Lefebvre je godinama išao u Rim da se dogovori za ređenje tradicionalnih biskupa. Papa Pavao VI. i Ivan Pavao II. nisu imali puno razumijevanja za biskupa Katoličke Crkve. U lipnju 1988. nadbiskup Marcel Lefebvre objavio je svoju želju za ređenjem četvorice biskupa tako da spasi i sačuva Tradicionalnu Misu. 
30. lipnja 1988. Williamson i ostala trojica svećenika su zaređeni za biskupe od strane mons. Lefebvrea.
2. srpnja 1988., papa Ivan Pavao II. objavio je motuproprio Ecclesia Dei, u kojem je potvrdio izopćenje, a ređenje opisao kao "neposlušnost prema Rimskom pontifikatu u vrlo teškom značaju koji je važan za jedinstvo Crkve", i da "takva neposlušnost, koja u praksi podrazumijeva odbacivanje rimskog primata - predstavlja čin otpadnika". Kardinal Darío Castrillón Hoyos, poglavar komisije koja je sastavila Ecclesia Dei, rekao je da je ovo rezultiralo "situacijom razdvajanja, iako nije bilo službenog raskola".

## Bratstvo svetog Pija X.
Nakon što je zaređen za biskupa u Bratstvu, Williamson je ostao rektor Sjemeništa sveti Toma Akvinski. Obnašao je razne biskupske dužnosti, uključujući krizmanja i ređenja. 1991. pomagao je u svećeničkom ređenju Licínia Rangela.
2003. Williamson je postavljen za rektora Sjemeništa blažene Djevice Marije u La Reji, Argentina.

## Pogledi
Zajedno sa svojim kolegama u Bratstvu svetog Pija X., Williamson se protivio promjenama u Crkvi koje je donio Drugi vatikanski koncil. Od novih promjena, protivi se i otvorenosti Crkve prema ostalim kršćanima i religijama u skladu s reformama pape sv. Pija X i cijele Katoličke Crkve koja je prethodno naučavala Extra Ecclesiam Nulla Salus ('Izvan Crkve nema spasenja'). Protivio se i promjenama obreda Tradicionalne mise, koja je reformirana[kako?] nakon 2. vatikanskog sabora.